# جون موسى
جون موسى (بالنرويجية البوكمول: John Moses)‏ هو سياسي نرويجي، ولد في 16 أبريل 1781، وتوفي في 29 يناير 1849. انتخب عضو برلمان النرويج ‏.